# Приладобудування

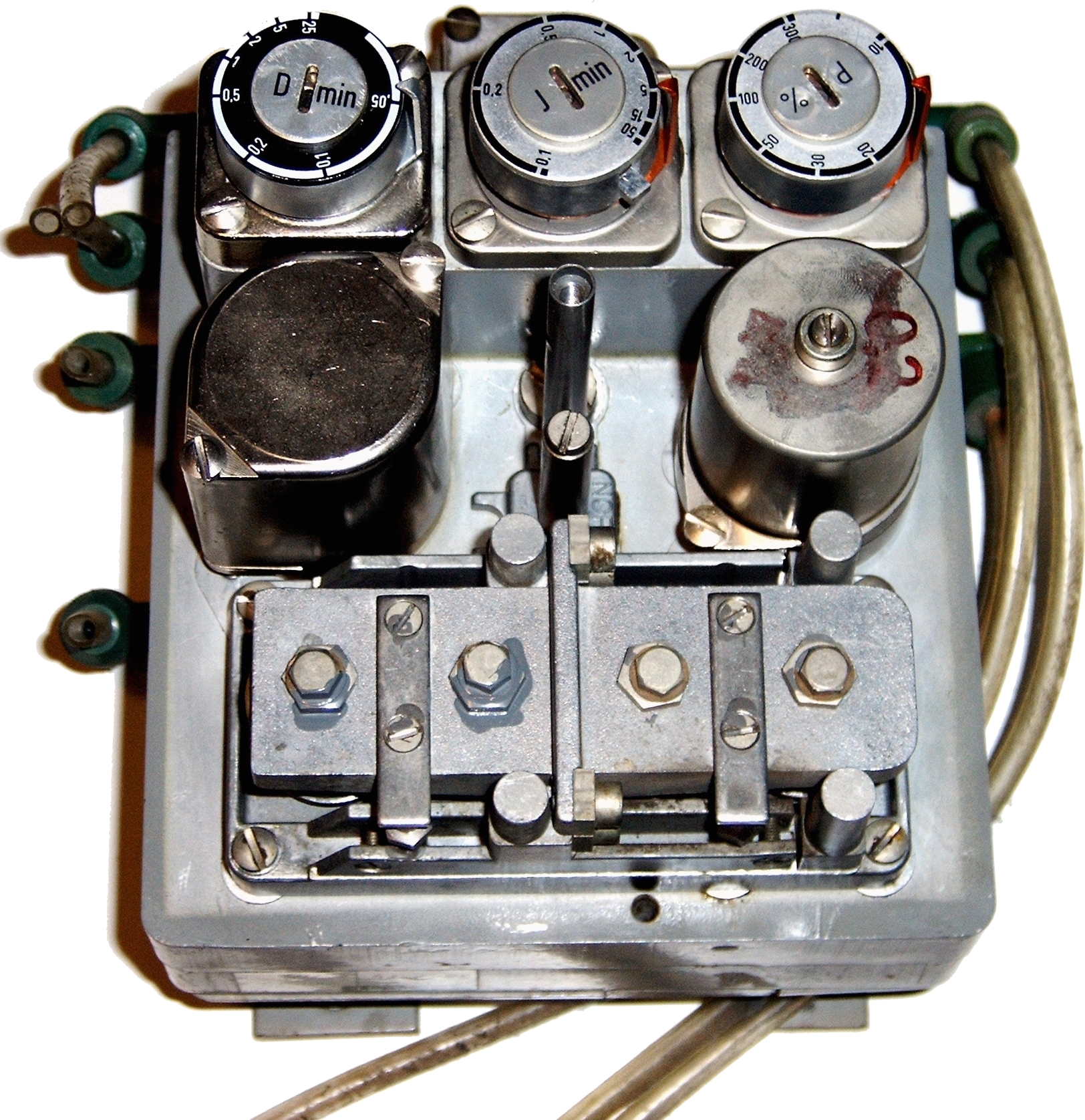
Пневматичний ПІД-регулятор

Приладобудува́ння — галузь машинобудування, що випускає засоби виміру, аналізу, обробки і представлення інформації, пристрої регулювання, автоматичні і автоматизовані системи управління; галузь науки і техніки, розробляюча засоби автоматизації і системи управління.

## Історія
У СРСР промисловий розвиток приладобудування почався в роки 1-ї п'ятирічки (1929—1932) з утворенням Всесоюзного електротехнічного об'єднання, де було організовано серійне виробництво приладів електровимірювань і засобів автоматизації, Всесоюзного об'єднання точної індустрії, що зосередило виготовлення тепловимірювальних приладів Всесоюзного об'єднання оптіко-механічної промисловості, Всесоюзного об'єднання ваговимірювальної промисловості, підприємств авіаційного, морського і ін. спеціалізованих напрямів П. В 1965 утворено загальносоюзне міністерство приладобудування, засобів автоматизації і систем управління. У його склад включений комплекс підприємств, науково-дослідних інститутів, конструкторських бюро, проектних і монтажних організацій, що здійснюють розробку, виробництво монтаж і введення в експлуатацію як окремих пристроїв, так і систем автоматизації.

## Основні напрями розвитку приладобудування
Провідне місце в приладобудуванні за кількістю і різноманітністю приладів, що випускаються, займають засоби вимірювальної техніки. Створені методи і прилади виміру механічних, електричних, магнітних, теплових, оптичних, радіаційних і ін. величин.
Вимірювальні прилади у поєднанні з регулюючими, обчислювальними і старанними пристроями складають технічну базу автоматизованих систем управління технологічними процесами (АСУТП).
Розробкою приладів для вимірювання електричних і магнітних величин (напруга, струм, потужність, частота, фази, опір, ємність, магнітні величини) займаються: Всесоюзний науково-дослідний інститут електровимірювальних приладів в Ленінграді, Кишинівський науково-дослідний інститут електровиміроювальних приладів і ряд самостійних і заводських конструкторських бюро. Масове і великосерійне виробництво цих приладів ведуть Краснодарський завод вимірювальних приладів і житомирський завод «Електровимірник» ім. 50-ліття СРСР, завод «Вібратор» в Ленінграді і інші підприємства. Поряд із стрілочними приладами у випуску все більше місце займають цифрові і електроннопроменеві індикатори.
Прилади для вимірювання теплоенергетичних величин (температура, тиск, витрата, рівень) розробляються Всесоюзним науково-дослідним інститутом теплоенергетичного приладобудування в Москві, випускаються великими серіями казанським заводом тепловимірювальних приладів і засобів автоматизації «Теплоконтроль», рязанським заводом «Теплоприлад» і ін. Московський завод теплової автоматики виробляє ряд регулювальників електричних величин, московський завод точних вимірювальних приладів «Тізпрібор» випускає комплекс уніфікованих пневматичних засобів контролю і регулювання теплоенергетичних величин для автоматизації технологічних процесів в нафтовій, нафтохімічній, газовій і ін. галузях промисловості з вогненебезпечними і вибухонебезпечними середовищами.
Розробку приладів для вимірювання механічних величин (вага, сила, вібрація, твердість, деформація, міцність) на основі їх електрифікації і пристроїв випробувальної техніка здійснює Науково-дослідний і конструкторський інститут випробувальних машин, приладів і засобів вимірювання маси в Москві, конструкторське бюро засобів вимірювання маси в Одесі, конструкторське бюро «Віброприлад» в Таганрозі. Ряд великих підприємств випускає технічні ваги, ленінградський завод «Госметр» виробляє високоточні аналітичні ваги, Одеський завод важкого вагобудування ім. П. Старостіна — ваги і дозатори для металургії, будівельної індустрії, транспорту, Київський дослідний завод порційних автоматів ім. Ф. Е. Дзержинського виготовляє дозатори сипких матеріалів і продуктів для різних галузей промисловості і сільського господарства. Розвивається виробництво електронних вагів для торгівлі.
Значне місце в приладобудуванні займає розробка і виробництво засобів випробувальної техніки. Прилади і машини випробування матеріалів і конструкцій на міцність для металургії машинобудування, індустрії будівельних матеріалів, гумотехнічної, легкої і інших галузей промисловості випускаються Івановським заводом випробувальних приладів, Армавірським заводом випробувальних машин і ін. підприємствами. На їх основі створюються автоматизовані, універсальні випробувальні установки, станції, полігони.
Вагомим напрямом, що швидко розвивається, є аналітичне приладобудування, створююче пристрої для визначення складу і концентрації речовин в різних середовищах, матеріалах і продуктах. До них належать електрохімічні, ультразвукові, оптичні, ядерні і інші аналізатори, складні  багатопараметри́чні аналітичні системи. Сучасні засоби фізико-хімічного аналізу використовують всілякі явища, що викликаються дією електричного струму, електромагнітних хвиль або проникаючої радіації на досліджуване середовище. Відбір і підготовка проб, перетворення, розділення, дозування речовин збудження їх активності, селекція сигналів і представлення інформації автоматизуються.
Розвиток металургії, хімії, біології і ін. пов'язано з необхідністю точного аналізу руд, металів і сплавів, нафтопродуктів, домішок в напівпровідниках, присутність різних елементів в харчових продуктах і живих середовищах в широкому діапазоні складу і концентрації, вимагає вживання багатокомпонентних аналізаторів. Такими приладами є рентгенівські квантометри, полярографи, мас-спектрометри, хроматографи, що точно фіксують елементарну картину багатьох мінеральних і органічних з'єднань. П. не лише створює і випускає такі прилади, але і забезпечує можливість комплексного вживання засобів аналітичної техніки в системах автоматичного контролю і регулювання технологічних процесів. Створенням аналітичних приладів і систем зайняті Всесоюзний науково-дослідний інститут аналітичних приладів в Києві, самостійне конструкторське бюро аналітичних приладів в Тбілісі і ін., випускаються аналітичні прилади Гомельським заводом вимірювальних приладів, Смоленським заводом засобів автоматики, Сумським заводом електронних мікроскопів і ін.
Досягнення обчислювальної техніки (ВТ) дозволяють П. істотно розширити арсенал методів і засобів автоматизованого управління технологічним устаткуванням, енергетичними установками промисловими підприємствами, транспортними засобами, науковими дослідженнями. Обчислювальні пристрої також входять до складу вимірювальних, аналітичних, випробувальних, розвідувальних установок і систем як засоби зберігання і математичної обробки інформації для здобуття синтезованих результатів. Вони застосовуються і як засоби програмного управління різними машинами, верстатами, маніпуляторами і потоковими лініями. Підприємствами П. створюються всілякі засоби обробки даних, ручного і автоматичного формування текстової (алфавітної і цифрової) інформації для безпосереднього використання в установах і передачі в ЕОМ(електронна обчислювальна машина). Так, електронні клавішні машини розробляються ленінградським конструкторсько-технологічним бюро по проектуванню рахункових машин і випускаються великими серіями курським заводом «Счетмаш», Орловським заводом обчислювальних машин, що управляють, і ін. Керівники обчислювальні комплекси для великих автоматизованих систем управління (АСОВІ) розробляються інститутом електронних машин, що управляють, в Москві і випускаються Виробничо-технічним об'єднанням електронних обчислювальних машин (ПТО ВУМ), що управляють, в Києві, уніфіковані комплекси для управління технологічними процесами розробляються і виробляються науково-виробничим об'єднанням обчислювальної техніки (НПОВТ) «Імпульс» в Сєвєродонецьку, орієнтовані комплекси для управління енергетичними і промисловими установками проектуються і виготовляються НВО електронної обчислювальної апаратури «Елва» в Тбілісі. Пристрою програмного управління верстатами і ін. устаткуванням розробляються Центральним конструкторським бюро числового програмного управління і випускаються Ленінградським електромеханічним заводом.
Значне місце в приладобудуванні займають засоби передачі інформаційних сигналів і імпульсів, що управляють, на великі відстані (див. Телемеханіка). Їх виробництвом зайнятий Нальчицький завод телемеханічної апаратури ім. 50-річчя СРСР й ін. підприємства. Раціональній виставі, поширенню і використанню інформації в установах і на підприємствах, в диспетчерських службах і АСОВІ сприяють засоби оргтехніки створювані Всесоюзним науково-дослідним інститутом оргтехніки в Москві, спеціальним конструкторським бюро оргтехніки у Вільнюсі і що випускаються грозненським заводом «Електроприлад», Каунаським заводом засобів автоматизації і ін.
Автоматизація технологічних процесів неможлива без виконавчих механізмів, що перетворюють імпульси, що управляють, в переміщення регулюючих органів виробничого устаткування. Вони розробляються Науково-дослідним і конструкторсько-технологічним інститутом теплоенергетичного П. в Смоленську, дослідно-конструкторським бюро «Теплоавтомат» в Харкові і випускаються заводами Севана і чебоксарським електричних виконавчих механізмів, а також ін. підприємствами, що виготовляють пневматичні і гідравлічні пристрої автоматики.
Окрім основних засобів витягання, формування, зберігання, передачі, вистави і використання інформації широкого наукового і промислового призначення, П. створює і випускає багато різних спеціальних приладів для геофізики, гідрометеорології, медицини, сільського господарства, транспорту, лабораторне устаткування, спеціалізовані комплектні лабораторії, годинник і ювелірні вироби (див. Годинникова промисловість, Ювелірна промисловість).
Розвиток мікроелектроніки, оптоелектроніки, нелінійної оптики, мікромеханіків збагачує П., сприяє створенню компактних надійних економічних вимірниках, аналітичних, розвідувальних і ін. приладів, засобів тієї, що управляє ВТ, телемеханіки і автоматики. Монокристали з особливими фізичними властивостями, напівпровідникові, епітаксіальні і ін. плівки, рідкі кристали, твердотілі інтегральні схеми, магнітострикційні елементи як чутливі сприймаючі, перетворюючі й індикаторні середовища якісно міняють характер виробів і технологію П.
Провідною тенденцією в сучасному приладобудуванні є уніфікація елементно-конструктивної бази приладів і їх системне вживання. Закладена в ній уніфікація забезпечується нормалізацією інформаційних сигналів, параметрів джерел живлення, метрологічних показників, конструктивних форм і розмірів, технічних вимог і технологій, а також умов експлуатації. Вироби ГСП розраховані на сполучення як безпосередньо в системах, так і в агрегатних комплексах засобів автоматизації. Агрегатування забезпечує заводську компоновку засобів певного призначення і постачання комплексів у вигляді закінчених промислових виробів. Цим істотно спрощується і здешевлюється проектування систем і підвищується надійність їх функціонування. Розвиток ГСП і агрегатування забезпечує створення приладів і засобів автоматизації з доцільно обмеженої номенклатури типових модулів і блоків методами прогресивної технології в умовах спеціалізації і кооперації, індустріальну реалізацію систем.

## Технологія приладобудування
Найбільший розвиток в приладобудуванні отримав виробництво механічних і електричних вимірювальних приладів з деталями високого класу точності. Поряд з класичними видами машинобудівної технології при виготовленні деталей приладів застосовують ультразвукову, електроннопроменеву, лазерну, електрохімічну, електроерозійу й ін. прогресивні види обробки. Все більше місце в П. займає виробництво електронної техніки з потоковими автоматизованими гальванічними, електрофізичними, електрохімічними, фотохімічними, дифузійними і ін. процесами обробки напівпровідникових і ізоляційних матеріалів, процесами друкарського монтажу елементів і схем на модульних платах, спеціалізованим устаткуванням для здобуття електронних функціональних блоків. Оригінальні прецизійні процеси крупного промислового виробництва мікродроту для елементів опору і обмоток. Обмотувальні операції виконують на швидкісних намотувальних верстатах і автоматичних лініях. Електроізоляційні процеси йдуть у вакуумних просочувальних і сушильних установках. Виготовлення постійних магнітів для приладів електровимірювань, магнітними носіями інформації (карт, стрічок, дисків, барабанів) є масове виробництво на крупних заводах.
Всілякі складальні процеси в приладобудуванні Високий рівень механізації і автоматизації виготовлення деталей, вузлів і модулів приладів забезпечує можливість здійснювати потокову збірку виробів на високопродуктивних спеціалізованих і універсальних установках, стендах і конвеєрних лініях з широким використанням складальних, регулювальних, контрольних, градуювальних діагностичних і ін. автоматів, із застосуванням електронно-обчислювальної техніки.
Прилади і засоби автоматизації, що випускаються П., застосовуються в самих різних кліматичних, виробничих і експлуатаційних умовах, де вони незрідка піддаються несприятливим діям довкілля, які впливають на їх точність, надійність і довговічність. Ці чинники враховуються при конструюванні і виготовленні і відтворюються при контрольних випробуваннях деталей, модулів, вузлів і готових виробів на заводах П.

## Економіка приладобудування
Приладобудування як галузь, що визначає розвиток науково-технічного прогресу в народному господарстві, розвивається в СРСР високими темпами. Обсяг виробництва продукції П. збільшився в 1966—1973 в 3,7 разу. Значно оновлена і розширена номенклатура виробів, що випускаються. У 1975 в порівнянні з 1970 випуск продукції П. подвоюється. При цьому освоюється понад 3500 нових приладів і засобів автоматизації. Найважливішою умовою високих темпів зростання техніко-економічних показників галузі є її робота на повному госпрозрахунку. Всесоюзні державні промислові госпрозрахункові об'єднання Міністерства приладобудування, засобів автоматизації і систем управління володіють всіма необхідними правами і можливостями створювати і випускати сучасні прилади і засоби автоматизації з використанням всіх ресурсів галузі. Переклад об'єднань на нормативний метод розподілу прибули і госпрозрахункове фінансування планових витрат (самоокуповування), при великій економічній ефективності автоматизації в народному господарстві, забезпечує високу рентабельність приладобудування.
Створення і поширення АСОВІ. Головне завдання П. СССР — розвиток автоматизованих систем управління в народному господарстві країни на основі сучасних технічних засобів. Це досягається типізацією проектних рішень, автоматизацією систем проектування, уніфікацією, агрегатуванням і комплектним постачанням технічних засобів, спеціалізацією монтажно-налагоджувальних робіт, організацією шефнагляду за експлуатацією систем.
В П. розробкою принципів і методів автоматизації управління займаються інститут проблем управління і Центральний науково-дослідний інститут комплексної автоматизації в Москві, інститут автоматики в Києві, Центральний науково-дослідний інститут техніки управління в Мінську і ряд спеціалізованих дослідницьких організацій по розробці АСОВІ. Проектують системи інститути П. і ін. галузей народного господарства. Монтаж ведуть центральні і територіальні трести і об'єднання галузі П.
Розрізняють АСОВІ технологічними процесами (АСУТП), підприємствами (АСУП) і галузями (ОАСУ). У АСУТП основне місце займають автоматичні засоби формування, перетворення і використання інформації, зазвичай при порівняно невеликому вживанні обчислювальної техніки, в АСУП в основному використовуються клавішні засоби формування інформації, але превалює обчислювальна техніка, в ОАСУ головне місце займають потужні обчислювальні комплекси.
Подальший розвиток автоматизації управління пов'язаний з вдосконаленням збору, передачі, обробки і представлення інформації за допомогою поєднання аналізу технологічних і економічних параметрів для своєчасного здобуття синтезованих показників виробництва і діяльності підприємства в цілому. Це дорога розвитку інтегрованих систем. Створення і поширення інтегрованих АСОВІ пов'язані з випуском необхідних уніфікованих економічно доцільних комплексів технічних засобів, алгоритмів, програм і типових проектних вирішень автоматизації управління, застосовних в різних галузях народного господарства.

## Наука П.
Сучасне П. покликане забезпечувати народне господарство ефективними засобами і системами управління на основі широкого використання досягнень науки. Вивчаються процеси управління різними виробництвами, постачанням ресурсами, обслуговуванням адміністративно-господарською діяльністю, виявляються оптимальні вимоги до систем і засобів, визначаються економічно і технічно доцільні дороги їх реалізації, розробляються типові вирішення конкретних завдань управління при мінімізації номенклатури виробів приладобудування.
Важливе значення має підвищення інформативності систем при одночасному скороченні кількості приватних відомостей, що представляються людині, що досягається за рахунок розширення аналітичній функції вимірювальних і обчислювальних пристроїв. Істотне підвищення автоматичності управління. Дослідження процесів документообігу в умовах дії АСОВІ дозволяє спростити і уніфікувати документообіг, вивільнити персонал від непродуктивної роботи, передаючи формування інформації відповідним пристроям. Дослідження технологічних процесів, різних режимів роботи устаткування і машин дає можливість ширше використовувати методи адаптації систем управління для здобуття найкращих техніко-економічних показників.
Наукові досягнення у вивченні різних станів твердого тіла, динаміки руху рідин і газів, плазмової форми матерії, фізико-хімічних властивостей речовин, енергетичних перетворень, нестаціонарних полів, коливань і випромінювань дозволяють не лише знаходити нові принципи дії приладів, але і підвищувати точність, надійність і економічність найважливіших виробів П., систематично оновлювати їх номенклатуру.
Наука приладобудування представлена тематикою галузевих і академічних організацій, дисциплінами вищих і середніх спеціальних навчальних закладів, численним персоналом учених, книжковими і періодичними виданнями, науково-технічними радами і суспільствами.

## Міжнародна кооперація в П.
Велике значення набуває спільна діяльність країн — членів СЕВ(Рада економічної взаємодопомога) на основі соціалістичної економічної інтеграції. Спеціалізація і кооперація дозволяють країнам СЕВ(Рада економічної взаємодопомоги) забезпечити створення і виробництво приладів і засобів автоматики з врахуванням традиційних можливостей і раціонального використання науково-виробничого потенціалу цих країн. Спільними зусиллями Болгарії, Угорщини, ГДР (Німецька Демократична Республіка), Польщі, Румунії, СРСР і Чехословаччині розроблена універсальна міжнародна система автоматичного контролю, регулювання і управління (УРС). У її складі на основі розподілу праці між країнами СЕВ(Рада економічної взаємодопомоги) освоєно виробництво параметричних рядів уніфікованих приладів контролю і регулювання температури, тиску, рівня, витрати, кількості рідин і газів і ін. теплоенергетичних величин. Кооперацію дає можливість розробляти і випускати системи управління технологічними процесами на базі тих, що виготовляються країнами — членами СЕВ(Рада економічної взаємодопомоги) засобів витягання, формування, обробки, вистави і використання інформації.
Приладобудування займає видне місце в промисловості розвинених капіталістичних країн. Всілякі вимірники, аналітичні, геофізичні й ін. прилади, обчислювальні і випробувальні машини, пристрої передачі даних, засоби телемеханіки і оргтехніки, комплексні системи контролю і регулювання випускають багато фірм Великої Британії, Італії, Японії, США, ФРН(Федеральна Республіка Німеччини), Франції.